# Ljubuški
Ljubuški (lyssna (fil), kyrilliska: Љубушки) är en mindre stad i kommunen Ljubuški i kantonen Västra Hercegovina i sydvästra Bosnien och Hercegovina. Staden ligger cirka 27 kilometer sydväst om Mostar, nära gränsen till Kroatien. Ljubuški hade 4 023 invånare vid folkräkningen år 2013.
Av invånarna i Ljubuški är 83,32 % kroater, 14,22 % bosniaker, 0,57 % albaner och 0,45 % serber (2013).